# أم الدوم
مركز أم الدوم في محافظة المويه بمنطقة مكة المكرمة، غرب المملكة العربية السعودية. تقع على بعد 200 كيلو متر تقريباً شمال شرق مدينة الطائف وهي حلقة وصل بين نجد والحجاز.

## التسمية
سُمِّيت أم الدوم بهذا الاسم نسبة إلى اسم شجرة الدوم التي تنمو في أودية هذه المنطقة. وينسب إليها اسم بجوار الدوار وهو اسم منطقة سياحية بالقرب من المدينة.

## معلومات
- يمر بها طريق قديم ومشهور من العراق إلى مكة ويعرف بدرب زبيدة.
- يمر بها طريق جديد من طريق الطائف الرياض يؤدي إلى المدينة المنورة وهو طريق مختصر لمن يسكن شمال شرق مدينة الطائف.
- تشتهر أم الدوم قديماً بوفرة المياه وكثرة المزارع حيث كانت على مدى أعوام سابقة مورد هام للمياه

## المرافق
يتوفر في هذه المدينة كهرباء، مركز إداري، محكمة، مركز هيئة الأمر بالمعروف والنهي عن المنكر، مركز شرطة، مستشفى عام، دفاع مدني، محمية، كذلك يوجد بها مستوصف صحي أهلي، كذلك يوجد بها منتزة يسمى منتزه(عبّاب) من أشهر المنتزهات.

## متحف أم الدوم
متحف أم الدوم أحد متاحف منطقة مكة المكرمة في محافظة الطائف في مركز أم الدوم، أسسه علي بن جهز بن منير الذيابي، يقع المتحف في مبنى ضمن سكن صاحبه ويتكون من قاعة كبيرة ومقدمة تضم ما يقارب 400 قطعة تقريبا تشمل مجموعة من أدوات القهوة كما تشمل بعض الملابس القديمة رجالية ونسائية وكذلك بعض الحلي النسائية وأدوات الزينة وكذلك أدوات الخياطة والأدوات المصنوعة من الجلد كالقرب والنطع الذي يحمل فيه الطفل وقت السفر، والأدوات النحاسية المتمثلة في دلال القهوة والشت لحفظ الفناجيل وقت السفر وكذلك بعض السحال والصفاري لغرض حفظ مياه الشرب، كما تشمل مجموعة من الأسلحة وأدوات الحرب، وقد تم عرض المقتنيات التراثية من خلال تلك القاعة مرتبة حسب الوظيفة والمادة وذلك بوضع معروضات متحفه داخل دواليب أو على أرفف، أما القطع التراثية ذات الحجم الثقيل فمعروضة على الأرض مباشرة وقد تم تعليق البعض منها.

## مدينة التنظيف الأمثل
يشارك مكتب خدمات بلدية محافظة المويه  بام الدوم سنوياً في مسابقة التنظيف الأمثل على مستوى محافظة مكة المكرمة وهي الفائزة بالجوائز لأعوام 2015-2016-2017.

## وصلات خارجية
- الموقع الرئيسي مركز أم الدوم
- بوابة ام الدوم الالكترونية
- معلومات عن مركز أم الدوم